# Меловое (Черноморский район)
Мелово́е (до 1948 года Ой-Эли́; укр. Мілове, крымскотат. Oy Eli, Ой Эли) — исчезнувшее село в Черноморском районе Республики Крым, располагавшееся на юго-западе района, в степной части Крыма, примерно в 6 километрах юго-восточнее современного села Оленевка.

## История
Первое документальное упоминание селение встречается в Камеральном Описании Крыма… 1784 года, судя по которому, в последний период Крымского ханства Эри Эли входил в Тарханский кадылык Козловскаго каймаканства. Видимо, во время присоединения Крыма к России население деревни выехало в Турцию, поскольку в ревизских документах конца XVIII — первой половины XIX веков не встречается. После создания 8 (20) октября 1802 года Таврической губернии, Ой-Эли территориально находился в составе Яшпетской волости Евпаторийского уезда. Военные топографы, в свою очередь, отмечали брошенное поселение на картах: в 1817 году деревня Оели обозначена пустующей, на карте 1842 года обозначены развалины деревни Ой-Эли.
Вновь, в доступных исторических документах, селение встречается в «Памятной книге Таврической губернии 1889 года», согласно которой, по результатам Х ревизии 1887 года, в деревне Ойлы Курман-Аджинской волости числилось 10 дворов и 75 жителей.
Земская реформа 1890-х годов в Евпаторийском уезде прошла позже остальных, в результате Ой-Эли приписали к Кунанской волости.
По «…Памятной книжке Таврической губернии на 1900 год» на хуторе числилось 90 жителей в 9 дворах, но в Статистическом справочнике Таврической губернии 1915 года селение не записано.
После установления в Крыму Советской власти, по постановлению Крымревкома от 8 января 1921 года № 206 «Об изменении административных границ» была упразднена волостная система и образован Евпаторийский уезд, в котором создан Ак-Мечетский район и село вошло в его состав, а в 1922 году уезды получили название округов. 11 октября 1923 года, согласно постановлению ВЦИК, в административное деление Крымской АССР были внесены изменения, в результате которых округа были отменены, Ак-Мечетский район упразднён и село вошло в состав Евпаторийского района. Согласно Списку населённых пунктов Крымской АССР по Всесоюзной переписи 17 декабря 1926 года, в селе Ой-Эли, Кунанского сельсовета Евпаторийского района, числилось 14 дворов, все крестьянские, население составляло 82 человека, из них 81 украинец и 1 русский. Согласно постановлению КрымЦИКа от 30 октября 1930 года «О реорганизации сети районов Крымской АССР», был восстановлен Ак-Мечетский район (по другим данным 15 сентября 1931 года) и село вновь включили в его состав.
С 25 июня 1946 года Ой-Эли в составе Крымской области РСФСР. Указом Президиума Верховного Совета РСФСР от 18 мая 1948 года, Муссали переименовали в Зайцево. Указом Президиума Верховного Совета РСФСР от 18 мая 1948 года, Ой-Эли переименовали в Меловую. 26 апреля 1954 года Крымская область была передана из состава РСФСР в состав УССР. С начала 1950-х годов, в ходе второй волны переселения (в свете постановления № ГОКО-6372с «О переселении колхозников в районы Крыма»), в Черноморский район приезжали переселенцы из различных областей Украины. Время включения в Оленевский сельсовет пока не установлено: на 15 июня 1960 года село уже числилось в его составе. Ликвидировано после 1 июня 1977 года, так как на эту дату ещё числилось в составе Оленевского сельсовета.